# Capistrano
Capistrano – miejscowość i gmina we Włoszech, w regionie Kalabria, w prowincji Vibo Valentia.
Według danych na rok 2004 gminę zamieszkiwały 1204 osoby, 60,2 os./km².